# Cerkiew Przemienienia Pańskiego w Starym Lublińcu
Cerkiew Przemienienia Pańskiego w Starym Lublińcu – dawna filialna cerkiew greckokatolicka, znajdująca się w Starym Lublińcu.
Cerkiew wzniesiona w 1927 w miejscu starszej, drewnianej z 1607, remontowanej w 1700. Należała do greckokatolickiej parafii w Nowym Lublińcu.
Po 1947 przejęta przez Kościół rzymskokatolicki. Pełni funkcję kościoła parafialnego Przemienienia Pańskiego w Starym Lublińcu. 
Świątynię wraz z dzwonnicą wpisano w 2012 do rejestru zabytków.

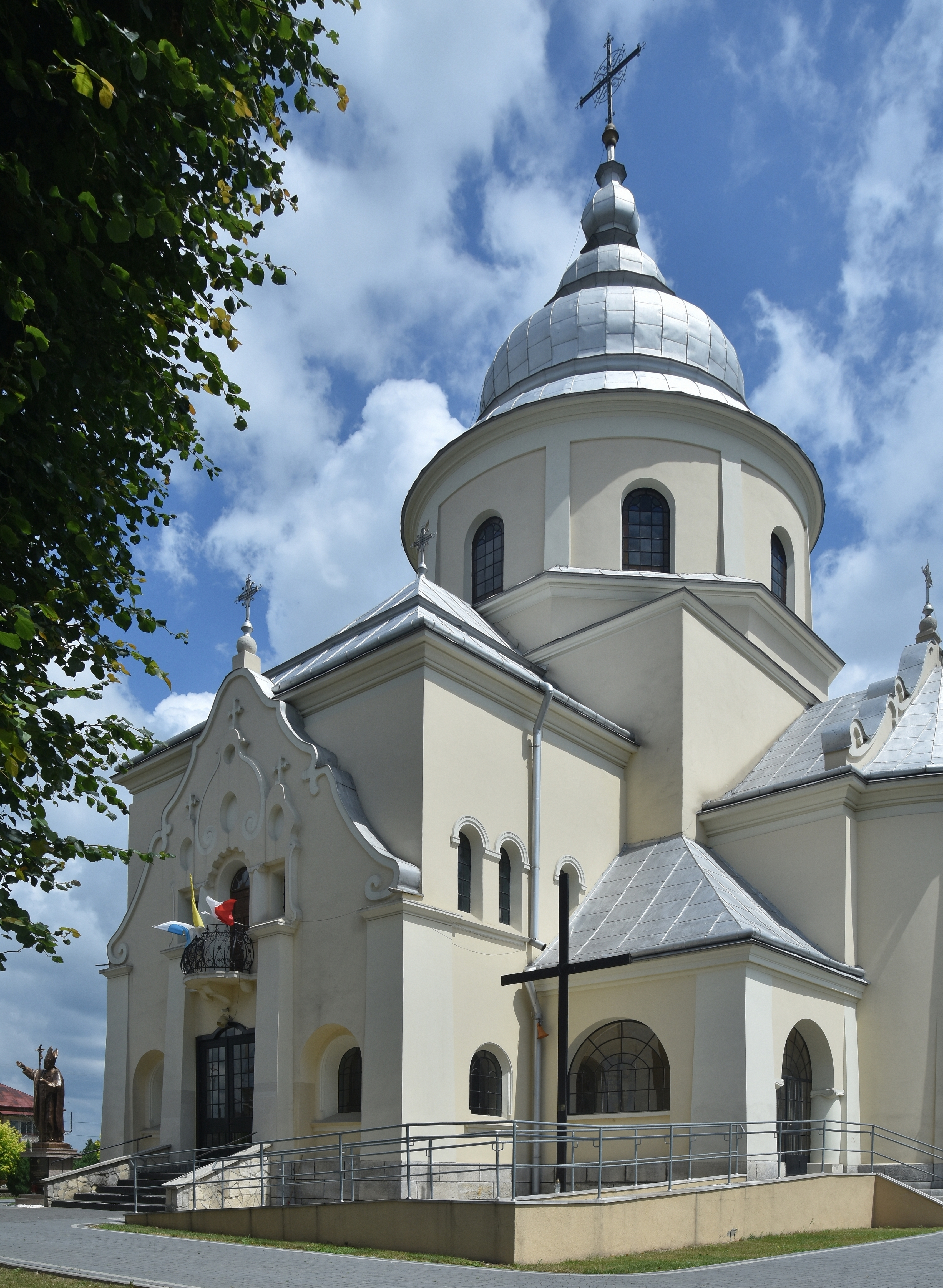
Elewacja frontowa
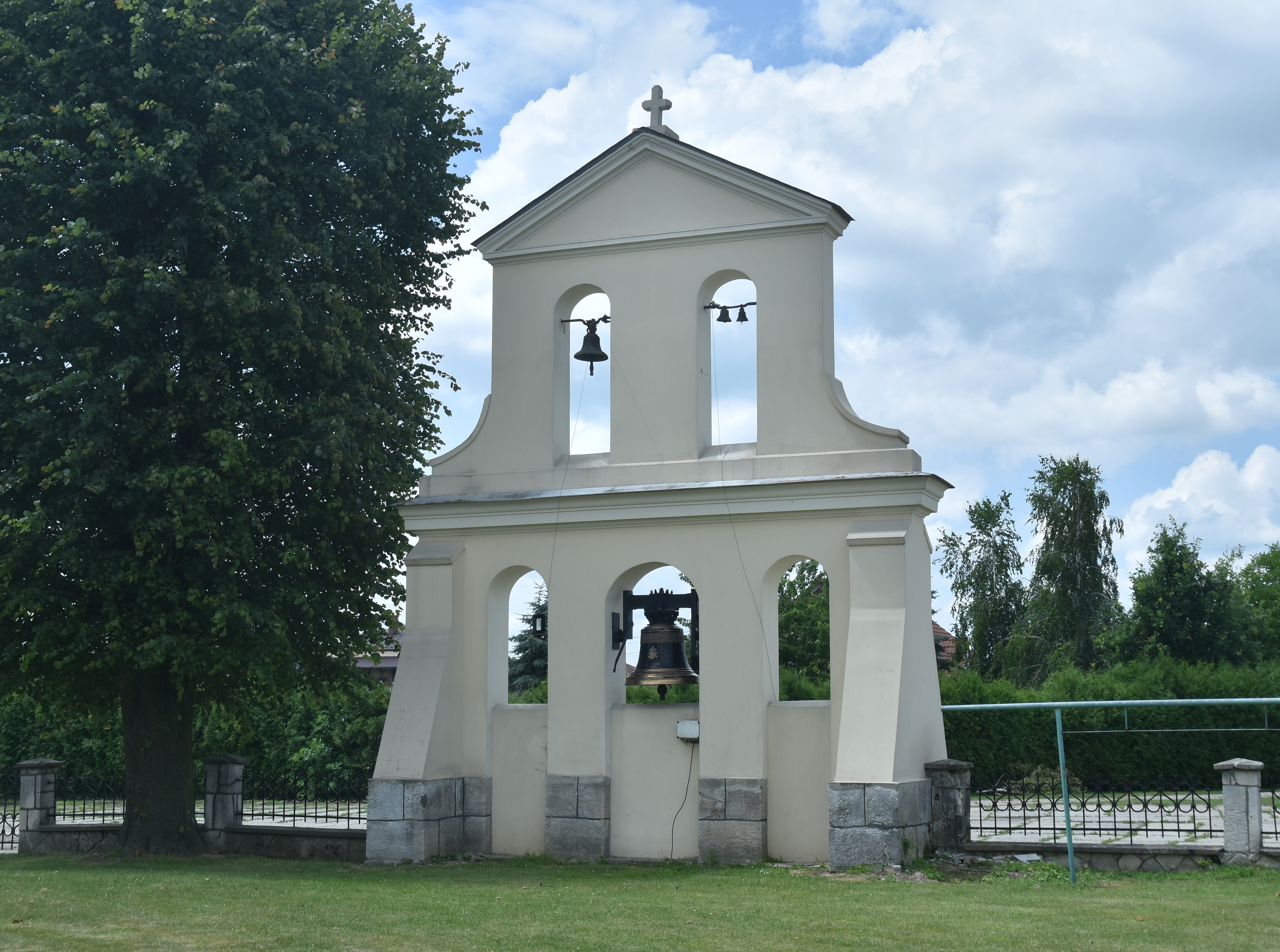
Dzwonnica
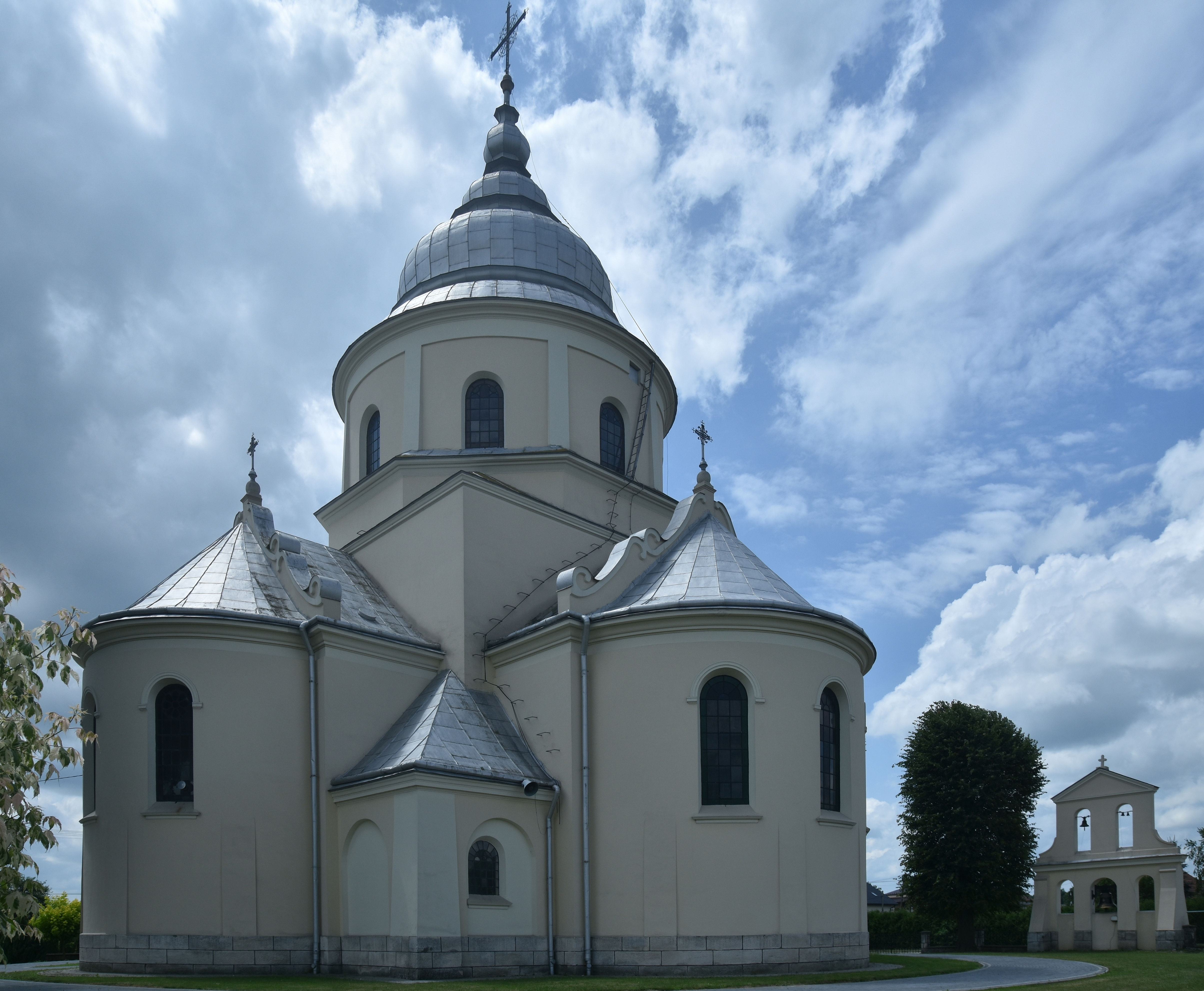
Widok od strony prezbiterium